# Lepidasthenia digueti
Lepidasthenia digueti är en ringmaskart som beskrevs av Gravier 1905. Lepidasthenia digueti ingår i släktet Lepidasthenia och familjen Polynoidae. Inga underarter finns listade i Catalogue of Life.